# Leptoconchus striatus
Leptoconchus striatus là một loài ốc biển, là động vật thân mềm chân bụng sống ở biển thuộc họ Muricidae, họ ốc gai.

## Miêu tả
Kích thước vỏ ốc khoảng 20 mm và 80 mm

## Phân bố
Loài này phân bố ở Biển Đỏ, ở Ấn Độ Dương dọc theo Đông Phi, ở hải vực Ấn Độ Dương-Tây Thái Bình Dương và dọc theo Bắc Queensland, Úc.